# Joaquim Albiñana i Folch
Joaquim Albiñana i Folch   (1874 - Barcelona, 21 de juny de 1923) fou un empresari català del sector químic.

## Biografia
Era fill de l'industrial Frederic Albiñana i Vila i de Joaquima Folch i Solà. El 1874, el seu pare i el seu oncle Joaquim fundaren la societat Folch, Albiñana i Cia com a majorista d'alcohol i derivats agrícoles, centrada al complex de Can Folch (futur origen d'Industrias Titán SA).
Fou el propietari d'Industrias Químicas Albiñana Argemí SA i de finques a l'Eixample de Barcelona, i des del 1907 va ser soci del Foment del Treball Nacional. També era membre de la Societat Econòmica Barcelonesa d'Amics del País i conseller del diari La Veu de Catalunya.
A les eleccions municipals de 1920 fou escollit regidor de l'ajuntament de Barcelona per la Lliga Regionalista. El 21 de juny de 1923 fou assassinat a trets a la plaça d'Urquinaona de Barcelona en un acte atribuït al Sindicat Únic de la Construcció durant la vaga general de transports. L'únic detingut pel fet, Manuel Sánchez Reig, negà qualsevol implicació en els fets tot i que fou reconegut pels alguns testimonis presencials.